# Cladiella pauciflora
Cladiella pauciflora är en korallart som beskrevs av Ehrenberg 1834. Cladiella pauciflora ingår i släktet Cladiella och familjen läderkoraller. Inga underarter finns listade i Catalogue of Life.